# Vahldorf

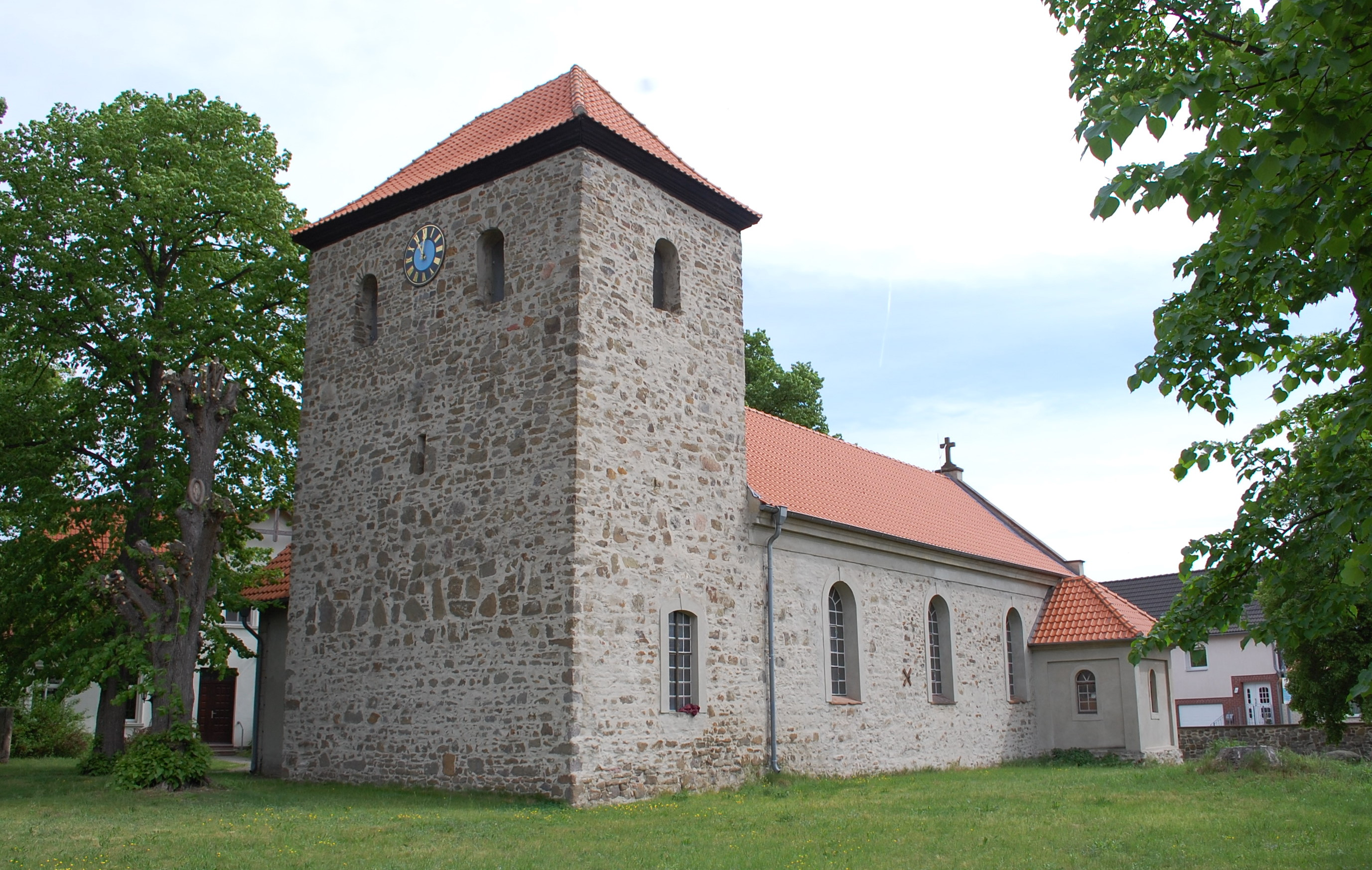
Dorfkirche Vahldorf

Vahldorf ist ein Ortsteil der Einheitsgemeinde Niedere Börde im Landkreis Börde in Sachsen-Anhalt.

## Geografie
Das Dorf Vahldorf liegt an der B 71 zwischen Haldensleben und Magdeburg. Vahldorf ist ein Haltepunkt an der Bahnstrecke Glindenberg–Oebisfelde und liegt in unmittelbarer Nähe zum Mittellandkanal (Hafen Vahldorf).

## Geschichte
Die älteste urkundliche Erwähnung findet sich 937 in einer Schenkungsurkunde von König Otto I. – später Kaiser Otto der Große – worin das von ihm gegründete Moritzkloster in Magdeburg vier Hufen Land hierselbst erhielt.
Flurnamen wie »Thorenfeld« und »Wotanshöhe« deuten auf eine germanische Besiedlung. Hingegen vermutet Pastor Peter Behrends, Verfasser der Kreischronik Haldensleben von 1824, im Ortsnamen »ualedorp« eine Dorfgründung sächsischen Ursprungs. Kamen 1920 in einer nahegelegenen Kiesgrube Funde der »Schönfelder Keramik« aus der jüngeren Steinzeit zum Vorschein, so brachten archäologische Ausgrabungen im Zusammenhang mit der künftigen Ortsumfahrung Wedringen-Vahldorf der B 71 nördlich von Vahldorf 2018/19 den sensationellen Nachweis der bislang nördlichsten nachgewiesenen Besiedlung durch die »Linienbandkeramiker«, einer bäuerlichen Siedlungskultur des Neolithikums (Jungsteinzeit) im 5. Jahrtausend v. Chr.
1197 wird in Urkunden erstmals von Klein Vahldorf und Groß Vahldorf gesprochen. Zugleich enthält eine dieser Urkunden die früheste Erwähnung einer Kirche in Groß Vahldorf, die im Besitz des Klosters Ammensleben war. Bis 1339 lag auch das Kirchenpatronat beim Kloster Ammensleben. Im Tausch gegen das Kirchenpatronat zu Niederndodeleben übernahm 1339 das Kloster Althaldensleben die Hoheit über die Vahldorfer Kirche.
Die Grundherrschaft über den Ort lag vor 1339 bei den Grafen von Grieben-Hillersleben bzw. bei dem von ihnen gegründeten Kloster Groß Ammensleben, danach bis 1810 beim Kloster Althaldensleben und einige Grundzinsen beim Magdeburger Domkapitel sowie beim Kloster Hillersleben.
Mit der Säkularisation des Zisterzienser-Nonnenklosters Althaldensleben 1810 kam durch Verkauf sämtlicher Klosterbesitz in das Eigentum der Familie des Unternehmers Johann Gottlob Nathusius, während das Kirchenpatronat der Preußische Staat übernahm, später die Provinz Sachsen.
Jahrhunderte hindurch bewahrte Vahldorf in seiner Geschlossenheit eine rein bäuerliche Struktur. 1419 wurde der Ort dreimal geplündert. Die Plünderer waren Soldaten und Knechte der Grafen von Alvensleben, die den Ort bestrafen wollten, da dieser sich dem Markgrafen von Brandenburg zugehörig fühlte.
Im Jahr 1521 nennen die Zinsregister vom Kloster Ammensleben hier sieben zinspflichtige Bauernhöfe. Der Ort bekannte sich 1562 zum lutherischen Glauben. Im Dreißigjährigen Krieg erlitt Vahldorf Plünderungen und Verwüstungen. Insbesondere nach der Belagerung und Zerstörung der nahe gelegenen Stadt Magdeburg 1631 durch kaiserliche Truppen unter Tilly und Pappenheim heißt es: »das Dorf war aber sehr ruiniret«.
Für das Jahr 1673 belegen die Akten »5 Ackermänner, 8 Halbspänner und 13 Kossathen«, insgesamt also 26 Hauswirtschaften, so dass Größe und Besitzstand mit anderen Dörfern in der Zeit vergleichbar sind. Im Jahre 1785 hatte der Ort 50 Feuerstellen und 250 Einwohner.
Der Sicherung des Handelsverkehrs auf der Lüneburger Heerstraße, die von Leipzig über Halle (Saale), Magdeburg, Vahldorf, Haldensleben, Calvörde, Uelzen bis nach Lüneburg verlief, diente ein preußisches Zollgeleit. Hier erhielten Reisende, insbesondere Kaufleute, die mit ihren Fuhrwerken Richtung Norden fahren wollten, gegen eine Zollgebühr Geleitschutz und preußische Geleitbriefe. Sie standen damit unter dem Wegeschutz des preußischen Königs und waren auch von weiteren preußischen Zollkontrollen auf ihrer Weiterreise befreit. Der Straßenname »An der Heerstraße« zeugt heute noch davon.
Die »Espe«, ein Waldstück von ca. 10 ha, war im Jahre 1327 vom Kloster Groß Ammensleben gekauft worden. Im Jahr 1811 hatte sie der Unternehmer Johann Gottlob Nathusius aus Althaldensleben dem französischen General Michel Ney abgekauft (Ney war zu dieser Zeit Besitzer der Domäne Groß Ammensleben, die er von Napoleon Bonaparte als Donation erhalten hatte). Nathusius holzte ab und experimentierte auf dem Flurstück mit dem Zuckerrübenanbau – blieb seinerzeit allerdings erfolglos. Daraufhin verkaufte er es 1818 an Vahldorfer Bauern, die dort vor allem Roggen anbauten.
Die ursprünglich als Runddorf angelegte Ortschaft veränderte schließlich im 19. Jahrhundert ihr Antlitz, als mit Industrie und Mobilität der Zuzug neuer Familien auch in Vahldorf einsetzte. So gab es 1877 über 117 Schulkinder, weshalb 1879 außer dem bisherigen Kantorats- und Schulgebäude aus dem 16. Jahrhundert – dem heutigen Gemeindehaus – noch ein zweites Schulhaus erbaut wurde.
1871/72 erfolgte der Bau der Bahnstrecke Glindenberg–Oebisfelde, jedoch erst im Jahr 1895 erhielt Vahldorf einen Haltepunkt. 1897 wurde in Vahldorf nach Stein- bzw. Kalisalz gebohrt; bei einer Tiefe von 384 m wurde man fündig. Der Schacht wurde jedoch später weiter östlich bei Zielitz angelegt.
Der Ort hatte im Jahr 1910 742 Einwohner und um 1925 im Wesentlichen seine heutige Größe erreicht. Es bestanden Poststelle, Gemischtwarenläden, drei Gasthöfe und es waren Bäcker, Schuster und Friseur sowie verschiedene Handwerksbetriebe vorhanden, von denen heute nur noch einige wenige renommierte Firmen existieren. So kann sich bspw. die Metallbaufirma als Nachfahre der alten Dorfschmiede auf eine Schmiedegerechtigkeit aus dem 17. Jahrhundert berufen. Die beiden erhaltenen bäuerlichen Betriebe können auf eine lange Geschichte zurückblicken: Von vor 1521 und 1776. Verschiedene Haustafeln erinnern an alte Bauerngeschlechter: Fehlhauer, Fehse, Fruth, Pauls, Sperbeck, Westphal. Weithin bekannt ist der Vahldorfer Bördekäse. Ab 1. Januar 1934 war die Gemeinde Vahldorf ein neuer eigenständiger Standesamtsbezirk.
Über die ortsnahe Gipshütte, die in den Chroniken des Klosters Ammensleben erstmals 1323 erwähnt wurde, und über die durch den Eisenbahnbau 1871/72 und durch die Anlage des Mittellandkanals von 1938 beseitigten Ziegeleien liegen bisher noch keine historischen Ausarbeitungen vor.
Vermutlich nicht zuletzt wegen seiner geographischen Lage blieb der Ort von fremden Einwirkungen weitestgehend verschont, auch wenn im Dreißigjährigen Krieg die Bevölkerung 1635 für einige Jahre den Ort verlassen hatte und während der französischen Kriegsinvasion 1806 manche Drangsale hinnehmen musste. Die feuchten Niederungen der Ohre dürften manchen Eindringling abgehalten haben.
Stets hat Vahldorf eine distanzierte geografische Lage gehabt. Das gilt in gleicher Weise für die verkehrstechnischen Anbindungen. Bundesstraße B71, Eisenbahn und Mittellandkanal mit Anlegeplatz führen dicht am Ort vorbei, ohne aber das innerdörfliche Leben zu berühren. Selbst das nach der politischen Wende 1990 entstandene Gewerbegebiet liegt andererseits aller Verkehrsanbindungen vom Dorf entfernt. Damit hat Vahldorf auch in Zeiten von Umbrüchen seine dörfliche Geschlossenheit bis heute bewahrt.
Vahldorf wurde am 1. Januar 2004 durch den freiwilligen Zusammenschluss mit sieben weiteren Gemeinden in die neugebildete Einheitsgemeinde Niedere Börde eingegliedert.

## Wappen
Das Wappen wurde am 11. Juni 2001 durch das Regierungspräsidium Magdeburg genehmigt.
| Wappen von Vahldorf | Blasonierung: „In Blau drei goldene Glocken (2:1).“ |
| Wappen von Vahldorf | Wappenbegründung: Die drei Glocken von Vahldorf zählen zu den ältesten in Sachsen-Anhalt. Bereits 1478 ist die mittlere Glocke vom Begründer der Magdeburger Gießhütte, Hans Bedding, gegossen worden. Die älteste Glocke trägt u. a. eine lateinische Inschrift. Ihr Durchmesser beträgt 98 cm. Die kleine Glocke, Durchmesser 62 cm, trägt die Inschrift „Oh König des Ruhms. Christus komm mit Frieden. Im Jahre des Herrn 1501“. Auf dem Glockenmantel der großen Glocke ist die Muttergottes mit dem Jesusknaben dargestellt. Der Durchmesser dieser Glocke beträgt 117 cm. Ihre Inschrift lautet: „Oh König des Ruhmes Christus, komm mit Frieden; mit dir Maria, Johannes. Im Jahre des Herrn 1502“. |

Es fällt auf, dass die Vahldorfer die Sehnsucht nach Frieden dokumentieren. Kein Wunder, denn im 15. Jh. wurde der Ort viermal geplündert. Es ist erstaunlich, dass trotzdem Geld für drei Glocken da war. Während des Zweiten Weltkrieges wurden die Glocken nach Hamburg zum Einschmelzen gebracht. Zum Glück kam es nicht dazu und die Gemeinde erhielt sie nach dem Krieg wieder zurück.
Die Farben der ehemaligen Gemeinde waren Gold (Gelb) – Blau.

## Verkehr
Der Haltepunkt Vahldorf liegt an der Bahnstrecke Glindenberg–Oebisfelde. Zum Mittellandkanal besteht seit 1994 am Hafen Vahldorf eine Anbindung für den Güterumschlag Schiff/Straße sowie eine Anlegemöglichkeit für die Personenschifffahrt.
Es bestehen ÖPNV-Verbindungen mit Linien der BördeBus Verkehrsgesellschaft, die zudem ihren Unternehmenssitz in Vahldorf hat.

## Bauwerke

### Kirche St. Johannes
Die Dorfkirche Vahldorf geht auf die Zeit der Romanik zurück.
- ursprünglich rechteckiger romanische Bruchsteinbau mit Westquerturm
- verschiedene Veränderungen: 1621 und 1710 Umbauten im barocken Stil im Ostteil der Kirche und Neubau des oberen Turmgeschosses
- 1781 Vergrößerung der Westempore zur Aufstellung der Orgel
- 1903 Anbau von Apsis, Sakristei und nördlicher Vorhalle
- Ende des 20. Jhds. Restaurierung der hölzernen Tonnendecke.

### Ältestes ländliches Dreiergeläut im Regierungsbezirk Magdeburg: 1478, 1501 und 1502.
Älteste Glocke 1478: Magdeburger Glockengießer Hans Bedding; sie ist die mittlere Glocke des Dreiergeläuts, 98 cm ⌀, 750 kg
Sie bildet mit zwei weiteren Glocken (1501 und 1502) aus der Werkstatt des Magdeburger Glockengießer Clawes Backmester (auch: Klaus Backmeister) das Dreiergeläut:
- Kleine Glocke (1501): 62 cm ⌀, 200 kg; Große Glocke (1502): 117 cm ⌀, 1.150 kg.
- Die beiden jüngeren Glocken wurden im Zweiten Weltkrieg zum Einschmelzen für Kriegszwecke abgenommen und in das Zentrale Reichssammellager im Hamburger Freihafen transportiert. Sie kamen glücklicherweise 1950 unversehrt nach Vahldorf zurück.

### Barocke Orgel von Adam Heinrich Ritze aus dem Jahr 1781.
Die Barocke Orgel von Adam Heinrich Ritze ist zugleich die erste Orgel der Kirche.
Orgelwerk: 1 Manual: C – d‘‘‘; 1 Pedal: C – d‘; 10 Register
- 1787 Reparatur durch den Magdeburger Orgelbauer Christoph Treutmann d. J.
- 1868 Umbau durch den Magdeburger Orgelbauer Karl Friedrich Wilhelm Böttcher (1820–1883) mit Umformung einiger Klangregister im romantischen Zeitgeschmack
- 1890 Arbeiten des Magdeburger Orgelbaumeisters Eduard Beyer
- 1917 Entnahme der Zinnpfeifen aus dem Prospekt für Kriegszwecke
- 1938 Installation der elektrischen Windanlage
- 2010/11 umfassende Restaurierung durch Orgelbauer Andreas Gottschald vom Schuke Orgelbau GmbH Potsdam
- 24. Juni 2011: Festliches Orgelkonzert zur Einweihung des restaurierten Instruments.

Es finden gelegentlich Orgelkonzerte und -andachten statt. Es besteht ein Kirchenchor. Erhalten ist eine historische Sängerbank. Auf dieser erhöhten Bank standen die »Singknaben« zum Anstimmen der Gemeindegesänge, insbesondere vor Einbau der Orgel.
Erster namentlich nachweisbarer Kantor (= Schullehrer und Kustos): Johann Christian Güssow (1675–1755); des Weiteren Johann Gottfried Doebblin [auch: Doebbelin, Döblin] (1803), Christian Andreas Mähnz (1847).

### Pfarrer (bis 1824)
Die Einführung der lutherischen Reformation erfolgte 1562.
- Andreas Pabst (1561 – † 1582)
- Johann Krüger (1582 – 1627)
- unbesetzt
- Mag. Sebastian Sartorius (1632 – † 1636)
- Johann[es] Götten (Prokurator des Klosters Hillersleben 1637)
- unbesetzt (Dreißigjähriger Krieg)
- Henning Krüger (1645)
- Paul Habichorst (1645 – † 1682)
- Wilhelm von Sarrazin (1682 – † 1712)
- Heinrich Ludewig Götten (Substitut 1706 – 1707)
- Gebhard Johann Rölze (1713 – † 29. November 1722)
- Johann Caspar Blümler (1723 – 1745)
- Gottlieb Leberecht Bake (1745 – † 1783)
- August Heinrich Vorbrodt (1782: 1. Adjunkt)
- Johann Samuel Kirchhoff (1782: 2. Adjunkt, Pfarrer 1782 – † 1794)
- Johann Heinrich Christoph Schulze (1795 – 1809)
- Johann Gottlieb Friedrich Naue (1810 – nach 1824)